# El Peñol (ort)
El Peñol är en ort i Colombia.   Den ligger i departementet Nariño, i den sydvästra delen av landet, 500 km sydväst om huvudstaden Bogotá. El Peñol ligger 1 665 meter över havet och antalet invånare är 2 294.
Terrängen runt El Peñol är bergig åt nordväst, men åt sydost är den kuperad. Runt El Peñol är det ganska tätbefolkat, med 144 invånare per kvadratkilometer. Närmaste större samhälle är El Tambo, 7,1 km sydost om El Peñol. I omgivningarna runt El Peñol växer huvudsakligen savannskog.